# WTA Johannesburg
Das WTA Johannesburg (offiziell: Triumph International) ist ein ehemaliges Damen-Tennisturnier der WTA Tour, das in der Stadt Johannesburg, Südafrika, ausgetragen wurde.

## Siegerliste

### Einzel
| Jahr | Siegerin          | Finalgegnerin    | Ergebnis      |
| ---- | ----------------- | ---------------- | ------------- |
| 1971 | Margaret Court    | Evonne Goolagong | 6:3, 6:1      |
| 1972 | Evonne Goolagong  | Virginia Wade    | 4:6, 6:3, 6:0 |
| 1973 | Chris Evert       | Evonne Goolagong | 6:3, 6:3      |
| 1974 | Kerry Melville    | Dianne Balestrat | 6:3, 7:5      |
| 1975 | Annette van Zyl   | Brigitte Cuypers | 6:3, 3:6, 6:4 |
| 1976 | Brigitte Cuypers  | Laura duPont     | 6:7, 6:4, 6:1 |
| 1977 | Delina Boshoff    | Brigitte Cuypers | 6:4, 6:1      |
| 1984 | Chris Evert-Lloyd | Andrea Jaeger    | 6:3, 6:0      |

### Doppel
| Jahr | Siegerinnen                     | Finalgegnerinnen                 | Ergebnis      |
| ---- | ------------------------------- | -------------------------------- | ------------- |
| 1971 | Margaret Court Evonne Goolagong | Brenda Kirk Laura Rossouw        | 6:3, 6:2      |
| 1972 | Evonne Goolagong Helen Gourlay  | Winnie Shaw Joyce Williams       | 6:1, 6:4      |
| 1973 | Delina Boshoff Ilana Kloss      | Chris Evert Virginia Wade        | 7:6, 2:6, 6:1 |
| 1974 | Ilana Kloss Kerry Melville      | Margaret Court Dianne Balestrat  | 6:3, 7:5      |
| 1975 |                                 |                                  |               |
| 1976 | Laura duPont Valerie Ziegenfuss | Yvonne Vermaak Elizabeth Vlotman | 6:1, 6:4      |
| 1977 | Delina Boshoff Ilana Kloss      | Brigitte Cuypers Marise Kruger   | 5:7, 6:3, 6:3 |
| 1984 | Rosalyn Fairbank Beverly Mould  | Sandy Collins Andrea Leand       | 6:1, 6:2      |